# Levroux
Levroux – miejscowość i gmina we Francji, w Regionie Centralnym, w departamencie Indre. W 2013 roku populacja gminy wynosiła 2875 mieszkańców. 
1 stycznia 2016 roku połączono dwie wcześniejsze gminy: Levroux oraz Saint-Martin-de-Lamps. Siedzibą gminy została miejscowość Levroux, a nowa gmina przyjęła jej nazwę. 
Dnia 1 stycznia 2019 roku nastąpiły kolejne zmiany administracyjne. Do Levroux włączono ówczesną gminę Saint-Pierre-de-Lamps. Siedzibą gminy pozostała miejscowość Levroux. 